# Experiment

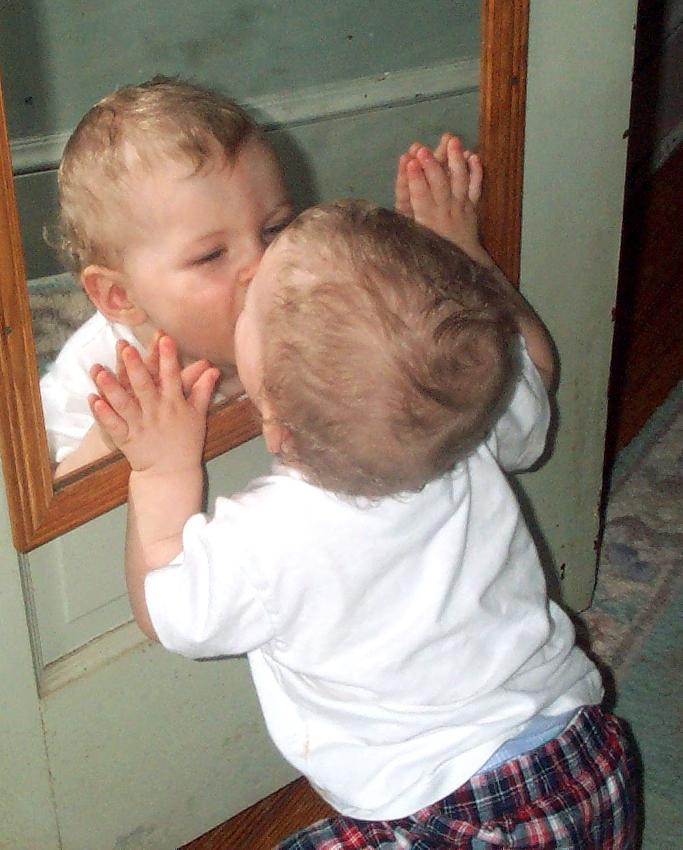
Tot infant du a terme experiments rudimentaris per aprendre com funciona el món.

Un experiment és un procediment ordenat que es du a terme amb l'objectiu de verificar, refutar o establir la validesa d'una hipòtesi relacionada amb un determinat fenomen. Aporten coneixement sobre la causa i efecte, demostrant quin és el resultat quan es manipula una variable (factor) particular. L'objectiu i escala dels experiments varien molt d'un a l'altre, però sempre segueixen un procediment repetible i una anàlisi lògica dels resultats. Un infant pot dur a terme experiments bàsics, per exemple, per entendre la naturalesa de la gravetat, mentre que un equip de científics pot estar investigant sistemàticament durant anys per avançar en el coneixement d'un fenomen. L'ús dels experiments varia considerablement entre les ciències naturals i socials; pel que fa a la primera, l'experiment constitueix un dels elements clau del mètode científic.
Cada repetició de l'experiment s'anomena prova o assaig.

## Experimentació
L'experimentació és l'aplicació del mètode científic a la contrastació de les hipòtesis de treball en les condicions controlades del laboratori. D'aquesta manera, canviant la presència o la intensitat d'aquells fenòmens que es consideren causes, es pot verificar que produeixen els efectes previstos en una hipòtesi. El registre i la mesura de les causes i dels efectes mitjançant instruments científics donen lloc a la verificació d'una hipòtesi i, per tant, dels teoremes. Mentre que l'observació ha d'esperar la producció espontània d'un fenomen, l'experimentació permet reproduir els efectes, produint les causes adients al laboratori, la qual cosa posa a l'abast de tothom la verificació dels teoremes. Aquesta proposició és la base del mètode empíric: això és, un teorema pot ser comprovat per tothom si se segueix, en els experiments, el mètode científic.

## Visió general
En el mètode científic, un experiment és un procediment empíric que arbitra models o hipòtesis competidores. Els investigadors també utilitzen l'experiment per provar teories existents o noves hipòtesis per recolzar-les o refutar-les.
Un experiment sol provar una hipòtesi, que és una expectativa sobre com funciona un procés o fenomen particular. Tot i això, un experiment també pot tenir com a objectiu respondre a una pregunta "què passa si", sense una esperança específica sobre el que revela l'experiment o confirmar resultats anteriors. Si es realitza un experiment amb cura, els resultats solen donar suport o desaprovar la hipòtesi. Segons algunes filosofies de la ciència, un experiment mai no pot "demostrar" una hipòtesi, només pot afegir suport. D'altra banda, un experiment que proporciona un contraexemple pot refutar una teoria o hipòtesi, però sempre es pot rescatar una teoria mitjançant modificacions ad hoc adequades a costa de la simplicitat. Un experiment també ha de controlar les possibles variables de confusió: qualsevol factor que marqui la precisió o la repetibilitat de l'experiment o la capacitat d'interpretar els resultats. El conflicte s'elimina habitualment mitjançant controls científics i / o, en experiments aleatoris, mitjançant assignació aleatòria.
En enginyeria i ciències físiques, els experiments són un component primari del mètode científic. S'utilitzen per provar teories i hipòtesis sobre com funcionen els processos físics en condicions particulars (per exemple, si un procés d'enginyeria particular pot produir un compost químic desitjat). Típicament, els experiments en aquests camps se centren en la replicació de procediments idèntics amb l'esperança de produir resultats idèntics en cada replicació. L'assignació aleatòria no és infreqüent.
En medicina i en ciències socials, la prevalença de la investigació experimental varia àmpliament segons diverses disciplines. Tanmateix, quan s'utilitza, els experiments segueixen normalment la forma de l'assaig clínic, on les unitats experimentals (generalment éssers humans individuals) s'assignen aleatòriament a un estat de tractament o control on es valoren un o més resultats. En contrast amb les normes de ciències físiques, l'atenció se centra generalment en l'efecte mitjà de tractament (la diferència de resultats entre els grups de tractament i control) o una altra estadística de prova produïda per l'experiment.Un únic estudi normalment no implica replicacions de l'experiment, però es poden agrupar estudis separats mitjançant revisió sistemàtica i metaanàlisi.
Hi ha diverses diferències en la pràctica experimental en cadascuna de les branques de la ciència. Per exemple, la investigació agrícola utilitza freqüentment experiments aleatoris (per exemple, per provar l'eficàcia comparativa de diferents fertilitzants), mentre que l'economia experimental sol implicar proves experimentals de conductes humanes teoritzades sense dependre de l'assignació aleatòria d'individus a condicions de tractament i control.

## Història
Una de les primeres aproximacions metòdiques dels experiments en sentit modern és visible a les obres del matemàtic i erudit àrab Ibn al-Hàytham de l'[[]]. Va dur a terme els seus experiments en el camp de l'òptica, tornant a problemes òptics i matemàtics en les obres de Ptolemeu, controlant els seus experiments a causa de factors com l'autocrítica, la confiança en resultats visibles dels experiments així com una criticitat en termes. de resultats anteriors És un dels primers estudiosos que utilitza un mètode inductiu-experimental per obtenir resultats. Al seu llibre "Optica", descriu l'aproximació fonamentalment nova del coneixement i la investigació en un sentit experimental:
"Hauríem de, doncs, començar la investigació sobre els seus principis i premisses, començant la nostra investigació amb una inspecció de les coses que existeixen i un sondeig de les condicions dels objectes visibles. Hauríem de distingir les propietats dels detalls i recollir per inducció què? Pertany a l'ull quan es produeix la visió i el que es troba en la forma de la sensació és uniforme, inalterable, manifesta i no subjecte a dubtes, després d'haver ascendit a la nostra investigació i raonaments, de manera gradual i ordenada, criticant les premisses i exercint precaució. pel que fa a conclusions: el nostre objectiu en tot allò que fem objecte d'inspecció i revisió és emprar la justícia, no seguir el prejudici i tenir cura de tot allò que jutgem i critiquem que busquem la veritat i que no siguin influenciats per l'opinió. D'aquesta manera, podrem arribar a la veritat que gratifica el cor i, gradualment i amb cura, arribem al final en què apareix la certesa, mentre que mitjançant la crítica i la precaució, podrem aprofitar la veritat que elimina el desacord i resol solucions dubtoses. Per tot això, no estem lliures d'aquesta terbolesa humana que és de la naturalesa de l'home; però hem de fer tot el possible amb el que tenim del poder humà. D'Allah obtenim suport en totes les coses ".
Segons la seva explicació, és necessària una execució de proves estrictament controlada amb sensibilitat per la subjectivitat i la susceptibilitat de resultats per la naturalesa de l'home. A més, és necessària una visió crítica sobre els resultats i els resultats dels estudiosos anteriors:
"És així el deure de l'home que estudia els escrits dels científics, si aprendre la veritat és el seu objectiu, convertir-se en enemic de tot el que llegeix i, aplicant la seva ment al nucli i als marges del seu contingut, atacar. També hauria de sospitar-se a si mateix quan realitza l'examen crític d'això, per tal que eviti caure en els prejudicis o la clemença ".
Així, una comparació de resultats anteriors amb resultats experimentals és necessària per a un experiment objectiu: els resultats visibles són més importants. Al final, això pot voler dir que un investigador experimental ha de trobar el valor suficient per descartar opinions o resultats tradicionals, sobretot si aquests resultats no són experimentals, sinó que resulten d'una derivació lògica / mental. En aquest procés de consideració crítica, l'home mateix no hauria d'oblidar que tendeix a opinions subjectives –a través de “prejudicis” i “coherència” - i, per tant, ha de ser crític amb la seva pròpia manera de construir hipòtesis.
Francis Bacon (1561-1626), un filòsof i científic anglès actiu al segle xvii, es va convertir en un influent partidari de la ciència experimental en el renaixement anglès. No estava d'acord amb el mètode de respondre a preguntes científiques per deducció —semblant a Ibn al-Haytham— i la descrivia de la manera següent: “Després d'haver determinat la pregunta segons la seva voluntat, l'home recorre a l'experiència i la dobla a la conformitat amb els seus plaquetes., la porta com una captiva en processó ". Bacon volia un mètode que es basés en observacions o experiments repetibles. Sobretot, primer va ordenar el mètode científic tal com l'entenem avui.
Queda una experiència senzilla; que, si es pren com s'aconsegueix, s'anomena accident, si es busca, experiment. El veritable mètode d'experiència primer il·lumina l'espelma [hipòtesi], i després mitjançant l'espelma mostra la forma [organitza i delimita l'experiment]; Començant amb l'experiència degudament ordenada i digerida, no aglutinadora ni erràtica, i a partir d'aquesta es dedueixen axiomes [teories] i axiomes establerts de nou nous experiments.
Als segles següents, les persones que van aplicar el mètode científic en diferents àmbits van fer avenços i descobriments importants. Per exemple, Galileo Galilei (1564-1642) va mesurar amb precisió el temps i va experimentar per fer mesures i conclusions precises sobre la velocitat d'un cos que cau. Antoine Lavoisier (1743-1794), químic francès, va utilitzar l'experiment per descriure noves àrees, com la combustió i la bioquímica, i desenvolupar la teoria de la conservació de la massa (matèria). Louis Pasteur (1822–1895) va utilitzar el mètode científic per refutar la teoria predominant de la generació espontània i per desenvolupar la teoria dels gèrmens de la malaltia. A causa de la importància de controlar variables que poden confondre, es preferirà l'ús d'experiments de laboratori ben dissenyats quan sigui possible.
Es va produir un avanç considerable en el disseny i l'anàlisi d'experiments a principis del segle xx, amb aportacions d'estadístics com Ronald Fisher (1890–1962), Jerzy Neyman (1894–1981), Oscar Kempthorne (1919-2000), Gertrude Mary Cox (1900–1978), i William Gemmell Cochran (1909–1980), entre d'altres.

## Contrast amb l'estudi observacional

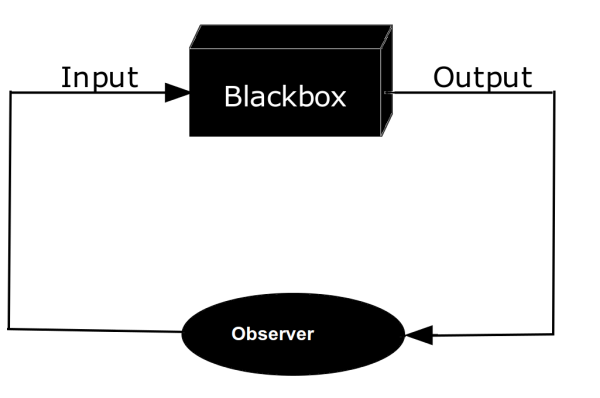
El model de caixa negra per a l'observació (l'entrada i la sortida són observables). Quan hi ha comentaris amb algun control de l'observador, tal com es mostra, l'observació també és un experiment.

S'utilitza un estudi observacional quan és poc pràctic, poc ètic, prohibitiu dels costos (o d'una altra manera ineficient) per adaptar un sistema físic o social en un entorn de laboratori, per controlar completament les variables de confusió o aplicar una tasca aleatòria. També es pot utilitzar quan es variables de confusió són limitats o prou coneguts per analitzar les dades a la llum (tot i que això pot ser rar quan s'estan examinant fenòmens socials). Perquè la ciència de l'observació sigui vàlida, l'experimentador ha de conèixer i tenir en compte les variables de confusió. En aquestes situacions, els estudis d'observació tenen valor perquè sovint suggereixen hipòtesis que es poden provar amb experiments aleatoris o recopilant dades noves.
Fonamentalment, però, els estudis observacionals no són experiments. Per definició, els estudis observacionals manquen de la manipulació necessària per als experiments baconians. A més, els estudis observacionals (per exemple, en sistemes biològics o socials) solen implicar variables que són difícils de quantificar o controlar. Els estudis observacionals són limitats perquè manquen de les propietats estadístiques dels experiments aleatoritzats. En un experiment aleatori, el mètode d'aleatorització especificat en el protocol experimental guia l'anàlisi estadística, que normalment s'especifica també pel protocol experimental. Sense un model estadístic que reflecteixi una randomització objectiva, l'anàlisi estadística es basa en un model subjectiu. Les inferències a partir dels models subjectius no són fiables en la teoria i la pràctica. De fet, hi ha diversos casos en què estudis observacionals realitzats amb cura donen resultats coherents, és a dir, on els resultats dels estudis observacionals són incoherents i també difereixen dels resultats dels experiments. Per exemple, els estudis epidemiològics sobre el càncer de còlon demostren constantment correlacions beneficioses amb el consum de bròquil, mentre que els experiments no troben beneficis.
Un problema particular en els estudis d'observació amb subjectes humans és la gran dificultat per assolir comparacions equitàries entre tractaments (o exposicions), perquè aquests estudis són propensos a biaix de selecció i els grups que reben diferents tractaments (exposicions) poden diferir molt segons els seus covariables (edat, alçada, pes, medicaments, exercici físic, estat nutricional, ètnia, història clínica familiar, etc.). En contraposició, l'aleatorització implica que, per a cada covaria, s'espera que la mitjana de cada grup sigui la mateixa. Per a qualsevol assaig aleatori, s'espera una variació de la mitjana, per descomptat, però l'aleatorització assegura que els grups experimentals tinguin valors mitjans propers, a causa del teorema del límit central i la desigualtat de Markov. Amb una aleatorització inadequada o una mida de mostra baixa, la variació sistemàtica en covariables entre els grups de tractament (o grups d'exposició) dificulta la separació de l'efecte del tractament (exposició) dels efectes d'altres covariables, la majoria dels quals no s'han mesurat.. Els models matemàtics utilitzats per analitzar aquestes dades han de tenir en compte cada covariata diferent (si es mesura), i els resultats no tenen sentit si una covaria no es troba aleatòria ni s'inclou en el model.
Per evitar condicions que facin un experiment molt menys útil, els metges que duen a terme assaigs mèdics –diríem per a l'aprovació de l'Administració d'aliments i drogues dels EUA– quantifiquen i randomitzen els covariats que es poden identificar. Els investigadors intenten reduir el biaix d'estudis observacionals amb mètodes estadístics complicats com ara mètodes de concordança de puntuació de propensitat, que requereixen grans poblacions de subjectes i informació àmplia sobre covariables. Els resultats també es quantifiquen quan és possible (densitat òssia, quantitat d'alguna cèl·lula o substància en sang, força física o resistència, etc.) i no en funció de l'opinió d'un subjecte o d'un observador professional. D'aquesta manera, el disseny d'un estudi observacional pot fer que els resultats siguin més objectius i, per tant, més convincents.

## Ètica
En posar la distribució de la variable independent sota el control de l'investigador, un experiment –sobretot quan es tracta de subjectes humans– introdueix consideracions ètiques potencials, com l'equilibri de beneficis i danys, la distribució de les intervencions de manera justa (per exemple, tractaments per a una malaltia), i consentiment informat. Per exemple, en psicologia o assistència sanitària, no és ètic proporcionar un tractament inferior als pacients. Per tant, se suposa que les juntes de revisió ètica detenen els assaigs clínics i altres experiments a menys que es creu que un nou tractament ofereix beneficis tan bons com les millors pràctiques actuals. També és generalment poc ètic (i sovint il·legal) dur a terme experiments aleatoris sobre els efectes de tractaments inferiors o nocius, com els efectes de la ingesta d'arsènic en la salut humana. Per entendre els efectes d'aquestes exposicions, els científics de vegades utilitzen estudis d'observació per entendre els efectes d'aquests factors.
Fins i tot quan la investigació experimental no involucri directament subjectes humans, encara pot presentar preocupacions ètiques. Per exemple, els experiments amb bombes nuclears realitzats pel Projecte Manhattan van implicar l'ús de reaccions nuclears per danyar als éssers humans, tot i que els experiments no van implicar directament a cap subjecte humà.

## Mètode experimental en dret
El mètode experimental pot ser útil en la resolució de problemes jurídics.